# 越前花堂站

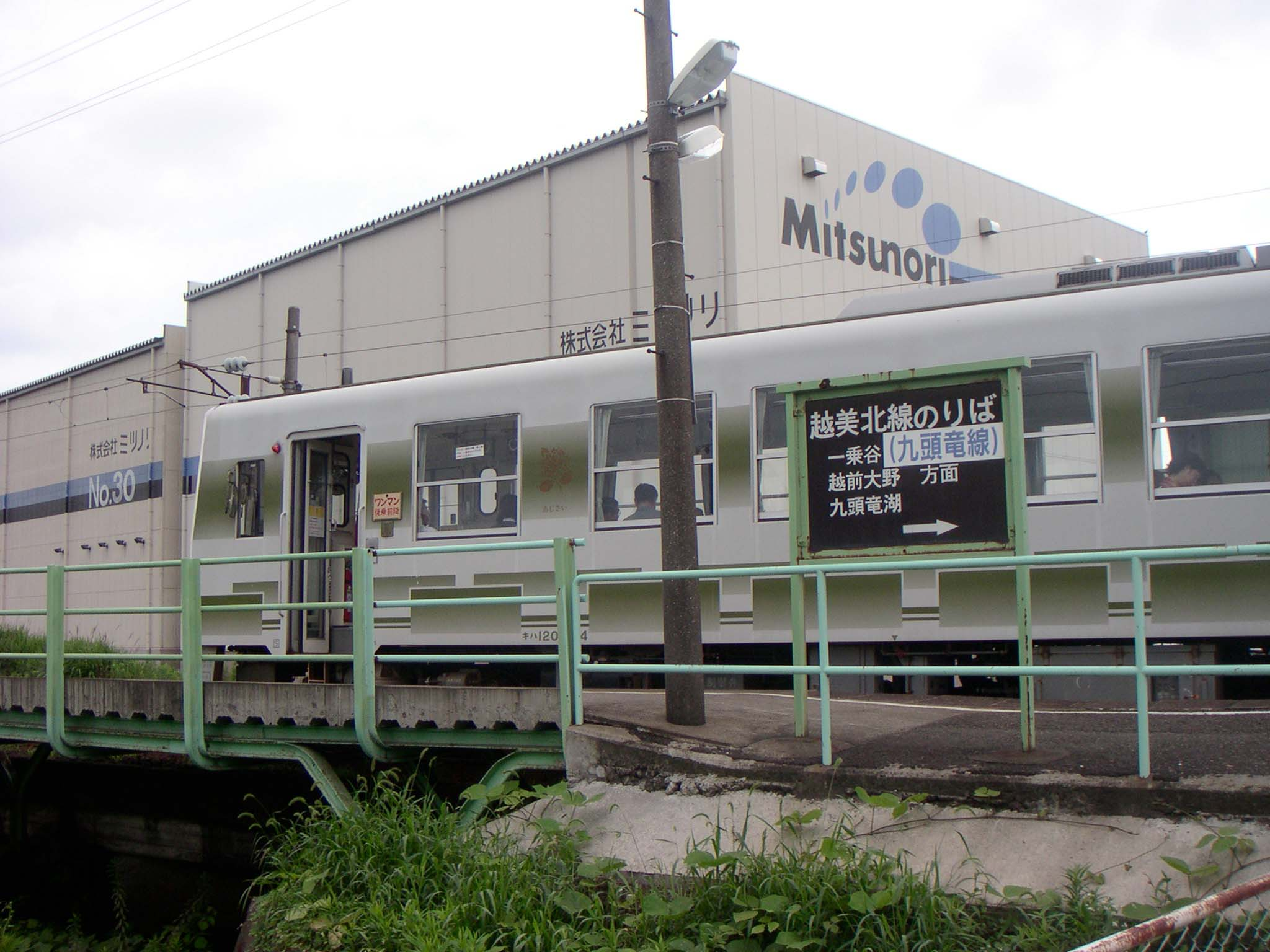
越美北線（九頭龍線）月台

越前花堂站（日语：／ Echizen-hanandō eki）是位於福井縣福井市花堂中一丁目，福井幸福鐵道的Hapi-line Fukui線及西日本旅客鐵道（JR西日本）越美北線（九頭龍線）的鐵路車站，現時由Hapi-line Fukui負責營運。

## 車站構造

### 站房
以水泥及鋼架所搭建而成的單層站房一座，設於原國鐵北陸本線上，反而更早存在的九頭龍線月台則至今仍然維持簡易車站模式運作。
站舎設於Hapi-line Fukui線下行月台側、Hapi-line Fukui線上行月台需經跨線橋移動、九頭龍線月台與Hapi-line Fukui線上行月台有連絡通路通行。

### 月台配置

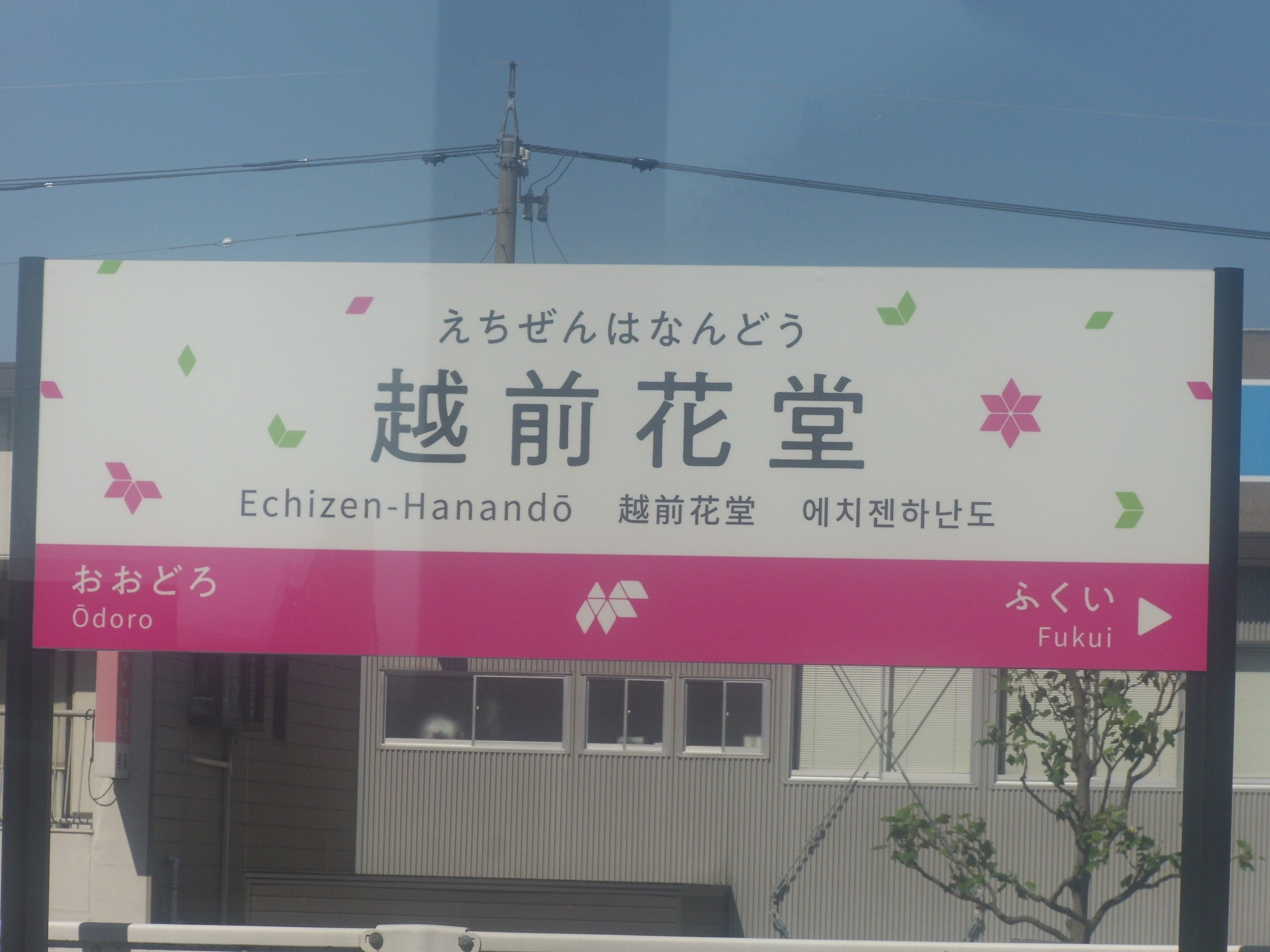
已換上Hapi-Line Fukui樣式及附設四種語言的月台站牌（2024年5月）

Hapi-line Fukui線月台與九頭龍線月台為扇形展開。兩線路軌由於並不同時在車站內匯合，所以不論在JR獨營年代，或是現時由兩間鐵路公司所擁有，廣義上可定義為兩個獨立運作的月台。其中，福井幸福鐵道Hapi-line Fukui線設有2個側式月台；而九頭龍線則另有1個側式月台；共計3面3線。
Hapi-line Fukui線兩月台之間以有蓋水泥建行人天橋所連接，而Hapi-line Fukui線的2號月台與九頭龍線月台之間亦有連絡通道接駁。
Hapi-line Fukui線整個月台基座及地板全都由水泥所建成；至於九頭龍線弓台，則為鋼架配上水泥板所建成。兩線的月台都有少部份位置是跨越地下的河川。
| 月台                  | 路線                  | 方向                  | 目的地                 |
| Hapi-line Fukui線月台 | Hapi-line Fukui線月台 | Hapi-line Fukui線月台 | Hapi-line Fukui線月台  |
| --------------------- | --------------------- | --------------------- | ---------------------- |
| 1                     | ■Hapi-line Fukui線    | 下行                  | 福井、金澤方向         |
| 2                     | ■Hapi-line Fukui線    | 上行                  | 敦賀方向               |
| 九頭龍線月台          |                       |                       |                        |
| -                     | ■九頭龍線             | 下行                  | 越前大野、九頭龍湖方向 |
| -                     | ■九頭龍線             | 上行                  | 福井方向               |

- 註：九頭龍線月台並沒有設定月台編號。

## 車站周邊
西方約300m為福井鐵道福武線的花堂站。車站北方為JR貨物的南福井站。東側原為JR西日本金澤支社福井地域鐵道部福井運轉中心，但自北陸本線轉讓後，相關部份也被解散。

## 歷史
- 1960年12月15日：日本國有鐵道越美北線勝原站開業同時、同線單獨站設置。
- 1968年10月1日：國民體育大會福井秋季大會、北陸本線月台設置。
- 1984年4月1日：無人化。
- 1987年4月1日：國鐵分割民營化成為西日本旅客鐵道車站、越美北線起點變更為本站。
- 2024年3月16日：隨北陸新幹線延伸至敦賀，車站改由福井幸福鐵道營運，成為JR西日本與福井幸福鐵道兩社共站。

## 使用狀況
根據國土交通省「國土數值情報」，以下為1日平均上下車人次：
| 年度 | 1日平均 乘車人次 | 1日平均 乘車人次 |
| ---- | ---------------- | ---------------- |
| 2011 | 698              |                  |
| 2012 | 722              |                  |
| 2013 | 757              |                  |
| 2014 | 768              |                  |
| 2015 | 782              |                  |
| 2016 | 880              |                  |
| 2017 | 952              |                  |
| 2018 | 960              |                  |
| 2019 | 920              |                  |
| 2020 | 718              |                  |
| 2021 | 742              |                  |
| 2022 | 790              |                  |

## 相鄰車站
Hapi-line Fukui
■Hapi-line Fukui線
快速
通過
普通
大土呂－越前花堂－福井
西日本旅客鐵道
■九頭龍線（越美北線，但是福井－越前花堂段從Hapi-line Fukui直通） 
福井－越前花堂－六條
※然而此站與福井站之間設有作為貨物站的南福井站。

## 外部連結
- 越前花堂站（JR西日本） （页面存档备份，存于）
- 越前花堂站 - Hapi-line Fukui （页面存档备份，存于）（日語）